# Hesitation Marks
Hesitation Marks è l'ottavo album discografico del gruppo musicale statunitense Nine Inch Nails, pubblicato nell'agosto 2013.
Si tratta del primo disco della band pubblicato per la Columbia Records (in Italia il disco è stato pubblicato dalla Universal).
Il primo singolo Came Back Haunted è stato pubblicato nel giugno 2013, seguito da due singoli promozionali (Copy of A e Everything).
L'album ha ricevuto una nomination ai Grammy Awards 2014 nella categoria Miglior album di musica alternative.

## Tracce
1. The Eater of Dreams – 0:52
2. Copy of A – 5:23
3. Came Back Haunted – 5:17
4. Find My Way – 5:16
5. All Time Low – 6:18
6. Disappointed – 5:44
7. Everything – 3:20
8. Satellite – 5:03
9. Various Methods of Escape – 5:01
10. Running – 4:08
11. I Would for You – 4:33
12. In Two – 5:32
13. While I'm Still Here – 4:03
14. Black Noise – 1:29

## Formazione
- Trent Reznor - voce, strumenti vari

Collaboratori
- Pino Palladino - basso
- Lindsey Buckingham - chitarra
- Adrian Belew - chitarre, synth, cori
- Eugene Goreshter - synth, archi, basso
- Alessandro Cortini - synth
- Ilan Rubin - batteria, rumori
- Joshua Eustis - cori
- Daniel Rowland - synth, chitarra

## Classifiche
- Billboard 200 (Stati Uniti) - #3
- Official Albums Chart (Regno Unito) - #2
- FIMI (Italia) - #16
- Media Control Charts (Germania) - #5
- Billboard Canadian Albums (Canada) - #1